# Roburin A
Roburin A es un tanino que se encuentra en la madera de Quercus robur y Quercus petraea o Quercus alba) o la corteza de (Quercus suber).
Es un compuesto dímero, compuesto por dos subunidades de vescalagina probablemente unidas a través de un enlace éter entre el grupo diphenoyl ( ácido hexahydroxydifénico o HHDP) de una subunidad y el resto de triphenoyl ( ácido nonahydroxytrifénico ) de la otra.